# Vrachonisída Piáto (ö i Grekland, lat 37,48, long 26,95)
Vrachonisída Piáto är en ö i Grekland.   Den ligger i prefekturen Nomós Dodekanísou och regionen Sydegeiska öarna, i den östra delen av landet, 290 km öster om huvudstaden Aten. Arean är 0,16 kvadratkilometer.
Terrängen på Vrachonisída Piáto är platt. Öns högsta punkt är 12 meter över havet. 